# Unterseeboot 779

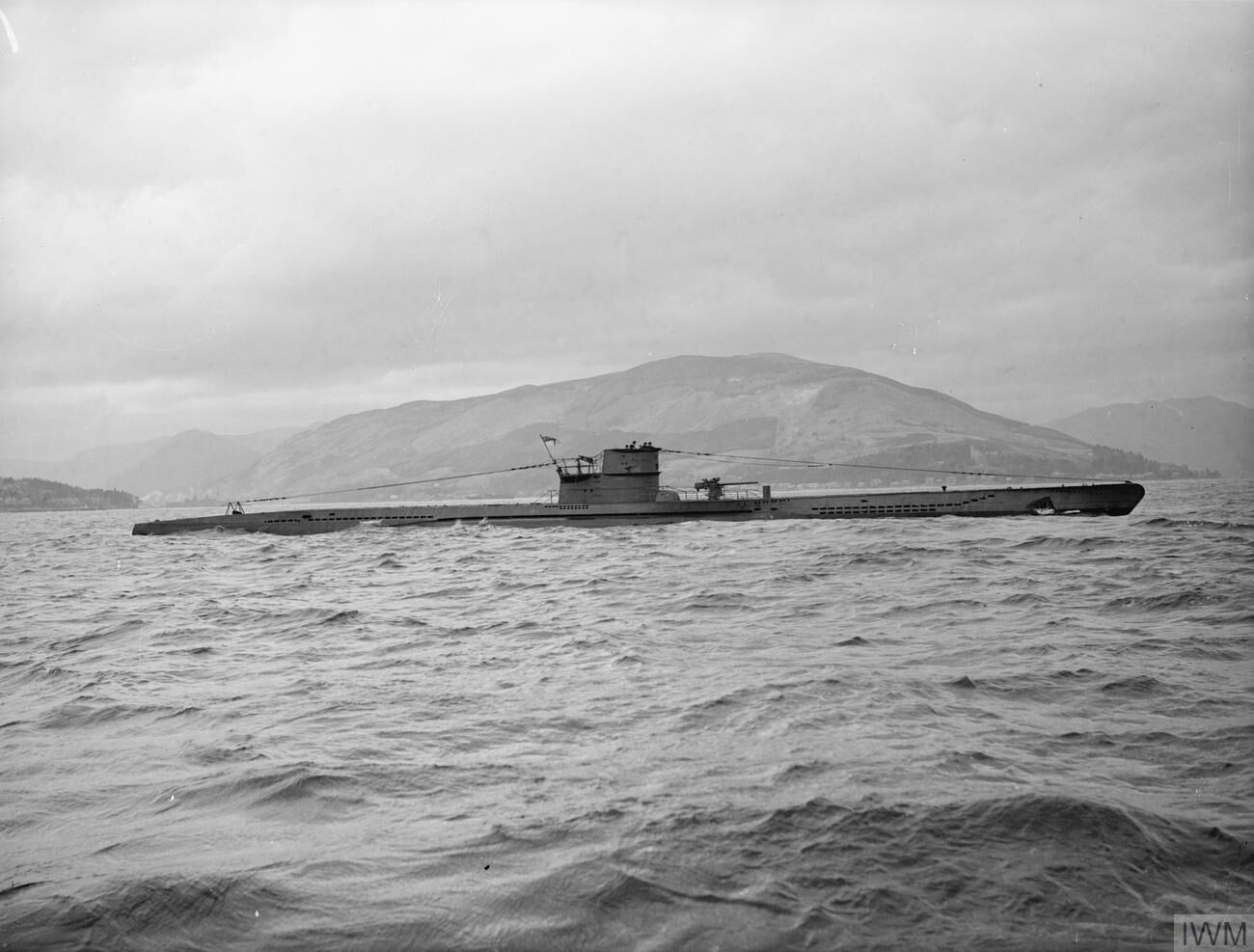
U 570

L'Unterseeboot 779 ou U-779 est un sous-marin allemand (U-Boot) de type VIIC utilisé par la Kriegsmarine pendant la Seconde Guerre mondiale.
Le sous-marin fut commandé le 20 janvier 1941 à Wilhelmshaven (Kriegsmarinewerft), sa quille fut posé le 21 juillet 1943, il fut lancé le 17 juin 1944 et mis en service le 24 août 1944, sous le commandement de l'Oberleutnant zur See Johann Stegmann.
L'U-779 n'effectua aucune patrouille, par conséquent il n'endommagea ni ne coula aucun navire.
Il capitula à Cuxhaven en mai 1945 et fut coulé en décembre 1945.

## Conception
Unterseeboot type VII, l'U-779 avait un déplacement de 769 tonnes en surface et 871 tonnes en plongée. Il avait une longueur totale de 67,10 m, un maître-bau de 6,20 m, une hauteur de 9,60 m et un tirant d'eau de 4,74 m. Le sous-marin était propulsé par deux hélices de 1,23 m, deux moteurs diesel Germaniawerft M6V 40/46 de 6 cylindres en ligne de 1 400 cv à 470 tr/min, produisant un total de 2 060 à 2 350 kW en surface et de deux moteurs électriques Brown, Boveri & Cie GG UB 720/8 de 375 cv à 295 tr/min, produisant un total 550 kW, en plongée. Le sous-marin avait une vitesse en surface de 17,7 nœuds (32,8 km/h) et une vitesse de 7,6 nœuds (14,1 km/h) en plongée. Immergé, il avait un rayon d'action de 80 milles marins (150 km) à 4 nœuds (7,4 km/h; 4,6 milles par heure) et pouvait atteindre une profondeur de 230 m. En surface son rayon d'action était de 8 500 milles nautiques (soit 15 700 km) à 10 nœuds (19 km/h).
 L'U-779 était équipé de cinq tubes lance-torpilles de 53,3 cm (quatre montés à l'avant et un à l'arrière) qui contenait quatorze torpilles. Il était équipé d'un canon de 8,8 cm SK C/35 (220 coups) et d'un canon antiaérien de 20 mm Flak. Il pouvait transporter 26 mines TMA ou 39 mines TMB. Son équipage comprenait 4 officiers et 40 à 56 sous-mariniers.

## Historique
Il reçut sa formation de base au sein de la 31. Unterseebootsflottille jusqu'au 5 mai 1945.
L'U-779 n'a jamais été mis en service.
Le 5 mai 1945, l'U-779 se rend aux alliés à Cuxhaven avant d'être transféré à Wilhelmshaven.
Le 24 mai 1945, il se dirige vers le Loch Ryan en vue de l'opération Deadlight, opération Alliée pour la destruction de la flotte de U-Boots de la Kriegsmarine.
L'U-779 est coulé le 17 décembre 1945 par l'artillerie du destroyer HMS Onslow et HMS Cubitt (en), à la position géographique 55° 50′ N, 10° 05′ O.

## Affectations
- 31. Unterseebootsflottille du 24 août 1944 au 5 mai 1945 (Période de formation).

## Commandement
- Oberleutnant zur See Johann Stegmann du 24 août 1944 au 5 mai 1945.